# あかね噺
『あかね噺』（あかねばなし）は、原作：末永裕樹、作画：馬上鷹将による日本の漫画。『週刊少年ジャンプ』（集英社）において、2022年11号から連載中。落語家の父親を尊敬する少女が「真打」になるべく噺家として奮闘する女性落語家を描いた物語。2024年9月時点で累計発行部数200万部を突破している。

## 沿革
2022年2月14日発売の『週刊少年ジャンプ』11号より連載を開始。それを記念して、PVを公開。同年6月、単行本第1巻が発売されたことを記念して、YouTubeのジャンプチャンネルにて「親子の掛け合い」や山口勝平による「古典落語『芝浜』の一部」が登場するボイスコミックが公開されている。
落語監修は落語家の林家けい木（林家木久扇一門。）が担当している。これはけい木が自身のTwitterアカウントで『ONE PIECE』に登場する落語ネタを独自に考察していたところ、週刊少年ジャンプ編集部から『ONE PIECE magazine』の落語解説の依頼が届き、そこからの縁で2020年11月頃に本作の落語監修も任されたという経緯がある。また、けい木が真打昇進に伴い改名した事で、週刊少年ジャンプ2025年16号より『林家木久彦』名義で監修を継続。木久彦の真打昇進時に披露興行で使用される後ろ幕には馬上の描き下ろしによるあかね噺のイラストと週刊少年ジャンプのロゴが記載された物が使われている。
原作者である末永は本作について、バトル漫画が主となる週刊少年ジャンプで連載する作品であることから、「演技論を中心としたバトル漫画」であると位置付けている。
2025年8月4日、テレビアニメ化が発表される。

## あらすじ

### 見習い編 第1話～第30話
プロローグ
桜咲朱音は落語家の父を持つ小学生。阿良川志ん太という高座名で細々と活動する父・徹を応援していたが、真打昇格試験にて一門のトップである阿良川一生の鶴の一声で破門を宣告されてしまう。心が折れ落語家を廃業した父の無念を晴らすべく、朱音は父の師匠である阿良川志ぐまに弟子入りを志願する。

前座見習い開始（1、2巻収録）徹の破門から6年後、高校3年生になった朱音は卒業後の正式な弟子入りに向け、まずは志ぐま一門の兄弟子である阿良川享二の仕事に同行する。その中で享二に自身の身勝手な落語を指摘されてしまうが、居酒屋“海”での修行などを通して、落語家に大切な「気働き」を習得していく。

可楽杯編(2～4巻収録)
朱音の高校に学生落語選手権「可楽杯」の案内が届く。優勝者には一生との座談会が設けられると知った朱音は、破門の真相を聞き出すために出場を決める。出場の条件として志ぐまから『寿限無』で優勝することを言いつけられ、兄弟子阿良川こぐまの助言で噺を鍛えていく。
遂に開幕した可楽杯。学生落語の天才練磨家からし、声優の高良木ひかるなど強力なライバルがひしめく中、朱音は挑む。

### 前座編 第31話～第141話
前座修行開幕(4巻収録)
高校卒業後、正式に志ぐま一門に入り阿良川あかねを名乗ることになった朱音は、弥栄亭での寄席修行をはじめ、本格的な前座修行に入る。可楽杯の一件で入門前から話題を集めていたこともあり、様々な試練が朱音を待ち受ける。

お茶汲み編(5、6巻収録)
噺の稽古に加え、前座として楽屋働きをこなすあかねだったが、新人潰しで有名な先輩落語家に目をつけられ、お茶出しについて嫌みな小言を言われてしまう。翌日の開口一番を利用して仕返しに成功するも、先輩と揉めた噂が広まりあかねは楽屋で孤立する。それを見ていた大看板蘭彩歌うららは、値踏みと称してあかねに廓噺の『お茶汲み』を教えるが、あかねは花魁の演じ方に苦戦する。

替り目編/前座錬成会編(7～9巻収録)
次代の阿良川を担う若手による四人会、その最後の出演枠は前座錬成会で一位になった前座から選ばれる。錬成会では元営業マンの阿良川嘉一、あかねと可楽杯を戦ったひかる(高座目は阿良川ひかる)など実力派の前座が台頭。
無事四人会への選考に進み、自身の落語家としての個性を模索していたあかねは、演目に志ん太の得意としていた『替り目』を選び、まいけるの下で噺を仕上げる。選考会に挑む中で、あかねは自身の原点である阿良川志ん太に向き合うこととなる。

志喜彩祭編(9巻74話～77話)
志ぐまのお膝元である天神町にて、志ぐま一門とコラボした祭、志喜彩祭が開かれる。弟子達は毎年出店の売り上げを競うことになっており、あかねはぐりこと共に焼きそばの屋台を出店する。錬成会の結果を引きずり浮かない顔のあかねに、志ぐまはある助言をする。

二ツ目推薦編(9巻79話～12巻107話)
錬成会の結果、二ツ目昇進に必要な推薦の当てがなくなってしまったあかねだったが、二ツ目昇進の決まった先輩、今昔亭朝がおがあるチラシを持ってくる。唯一推薦をもらえる可能性のある阿良川四天王阿良川泰全と父志ん太、そして朝がおの師匠である今昔亭ちょう朝に繋がりがあるとわかり、朝がおの紹介でちょう朝に話を聞きに行く。
ちょう朝から噺を教わる約束を取り付けたあかねとからしは、半年後に昇進披露目の会を行う朝がおの勉強会に参加し、そこでの満員札止めを目指す。始めは集客に悩んでいたがあかねの秘策もあり会は成功。披露目の会には泰全の出演が決まり、落語界の注目を集めていた。
朝がおから披露目の開口一番を任されたあかねは、ちょう朝から教わった演目『狸賽』で二ツ目昇進の掛かった大一番に挑む。

まいける真打昇進試験編(13巻108話～14巻117話)
破門騒動以来の真打昇進試験に挑むまいける。志ぐま一門を嫌う阿良川全生の妨害、破門騒動のような事件目当てで噺を聞く気のない客席という絶体絶命の状況に陥るが、師匠・弟妹弟子の思いを背負い、過去の因縁に決着をつける。

志ぐま独演会(14巻収録)
渋谷夏の風物詩、阿良川志ぐま独演会。二ツ目昇進の準備に追われていたあかねは、志ぐまにその開口一番を任される。前座最後の大仕事として、師匠に成長した姿を見せるべくあかねは奮闘する。

独演会後～志ぐま一門急展開(15巻126話～131話)
独演会の打ち上げの席で志ぐまから志ん太破門の本当の理由を告げられたあかねは、“志ぐまの芸”を受け継ぎ一生に認めさせる覚悟を決める。しかし、突如志ぐまが病に倒れ、一生から志ぐま一門の解体とあかねを後見人として預かることが言い渡された。一生と志ぐまの過去、先代志ぐまの話を聞き出そうとあかねはうららの元へ向かう。

阿良川一門過去編(15巻132話～16巻140話)
時は1964年の新宿。兄弟分だったかつての一生と志ぐまは、後に二人の師匠となる柏家生禄(先代阿良川志ぐま)と出会う。阿良川一門の創設に関わる過去編が、うららの口から明かされる。

### 二ツ目編 第142話～
二ツ目編　開演(17巻148話～)
フランスでの修行を終えて、あかねが日本に帰国。志ぐまの芸を継承するための本格的な戦いが始まる。

## 登場人物
声の項はテレビアニメ版 / ボイスコミック版の順番に表記。

### 桜咲家
阿良川あかね / 桜咲 朱音（あらかわ あかね/おうさき あかね）
声 - 永瀬アンナ / 山口茜
本作の主人公。連載開始当初は落語家を目指す17歳の女子高生→3月27日生まれの18歳。（52席/入門1年目6月時点）。
落語家としての父親を尊敬していたが、真打昇進試験で突如破門にされ、サラリーマンに転職したことを周囲から「落語をやめさせられてよかった」と言われたことで、父親の無念を晴らし一生や周囲を見返す為、落語家を目指すようになった。
志ん太の一人稽古を間近で見続けまた、人情噺に定評がある父の師匠・志ぐまの下で6年もの間、水面下で噺を教わっていたことで人並以上の噺の技術を身に付けた。そのため自身の持ち味として表現力、演技力を武器としている。必要とあらば先輩諸氏に教えを請い、了見を身につける為に即行動に移すなど落語に対しては一切妥協しない。後に高座の演目に様々な噺の要素を即興で取り入れる自由奔放な芸風を確立する。
志ぐまから稽古は受けたものの可楽杯で優勝するまでは正式な弟子ではなかったため、平仮名で「あかね」という高座名で活動、見習い期間を経て8か月後に高座名「阿良川あかね」として弥栄亭にて前座デビューを果たす。
前座選考会では『替り目』を演じる。高座の前半では自身の原点である志ん太の芸に固執するあまり行き詰まっていたが、後半で志ん太の弱さを受け入れ親離れをする。しかし、得点はひかるに一歩及ばず、92点に終わった。
志喜彩祭では、ぐりことともに焼きそばの屋台を出し、売り子の役割を担当した。
二ツ目昇進が決まった直後に志ぐまが病に倒れた後、一生が後見人となり一門に迎え入れられてパリで3年間修行をすることになる。三年後、フランスで行われた寄席を通じて培った表現力を携え、日本に帰国する。
様々な逆境や試練を乗り越えて噺家として、人間として少しずつ成長していく。
阿良川 志ん太 / 桜咲 徹（あらかわ しんた/おうさき とおる）
声 - 山口勝平
朱音の父。職業は落語家で志ぐまの最初の弟子（元一番弟子）。
入門から13年経過しても落語家として目が出ず、街中の小さなライブハウスでの寄席に甘んじていた。落語家としては演技力に定評があり、噺の登場人物を丁寧に演じ分けることに長ける。真打昇進試験にて持ち前の演技力を活かした古典落語『芝浜』を披露し観客を沸かせたが、審査委員長であった一生の「受験者全員破門」の一言により阿良川一門を他4名と共に破門にされ落語家としての道を断たれてしまった。（他の一門から引き取りの話が来てもいたが、「志ぐまの弟子でいたい。」と拒否して廃業した。）その後はコンクリートを売買する流通業者へ就職する。朱音の志ぐま門下への弟子入りは「志ぐま師匠なら心配ない」と後押ししている。
特徴的なヘアスタイルと丸眼鏡を掛けており、末永によると外見のモデルは三代目 柳亭小痴楽。
桜咲 真幸（おうさき まさき）
声 - 風間万裕子
朱音の母。落語家として芽が出ない夫を応援しており、美容師として働きながら金銭面、精神面で支える。はっきりとした性格をしている。
あかねが幼少期から志ぐまに師事していたことを知りつつも、夫の破門騒動の件もあり、娘が落語家を目指すことを本心では了解していなかった。しかし、あかねが自身と同じく一度決めたことは曲げない性格であることも理解しており、志ぐま一門に弟子入りする娘を送り出している。

### 阿良川流
独自の昇進規定を始め、伝統の革新を推し進める落語界の革新派。
真打の数は7名（108席時点）

#### 一生一門
阿良川 一生（あらかわ いっしょう）
　（柏家生そば→阿良川一生）
声 - 玉井勇輝
阿良川一門のトップで当代一の呼び声高い落語家。柏家生禄（後の先代志ぐま）の弟子。6年前の真打昇進試験で志ん太を含む受験者全員を破門にしたため、朱音の母・真幸からは破門ジジイと呼ばれている。破門騒動後は世間から批判が巻き起こるが、自身の高座において圧倒的な実力を見せつけることで批判を称賛に変えてしまうほどの力を持つ。
世間の落語離れや年功重視など旧時代然とした現在の落語界を憂いており、業界内に革命を起こそうと考えている。その為、彼の一門は年功度外視で実力主義の方針をとっている。志ん太の破門についても「高座で客に弱さを気取られ応援されるような者は真打足りえない」「大衆を振り向かせる強靭な芸こそ阿良川の真打に求められるもの」として前述の実力主義を徹底した結果である。しかし、自身の苛烈な振る舞いや独自の昇進規定により他の一門からは一生を異端視する声も多い。志ぐまからは「頑固で我儘、自分勝手だが落語にだけは正直な男」と評されている。
主催した可楽杯で優勝したあかねと対談し、前述の志ん太破門の理由と自身の信念を語った。
志ぐまが喉頭がんに倒れた後に幹部たちとの会合を経て、志ぐま一門を解体した。
作者の末永によるとモデルは三遊亭圓生。
阿良川 魁生（あらかわ かいせい）
一生の弟子。すれ違う女性が振り返るほどの美男子。2月1日生まれの21歳（芸歴4年目）（52席/あかね入門1年目6月時点）。6年前の真打昇進試験以降で一生が二ツ目に昇段させた唯一の弟子。「色気」を武器とし、『稽古屋』では艶のある女役を難なく演じ、また正反対の間抜けな役を演じることで落差による笑いを生み出す。一方で怪談噺である『豊志賀の死』では嫉妬に狂う女役で鬼気迫る演技を見せる。
前座錬成会には一回の出演で推薦を得、その翌年に昇進した。
交通渋滞により遅刻した自身の独演会で時間稼ぎの前座代演をした朱音の初高座を観て以来彼女の実力を買っており、一生一門に勧誘するが断られている。初対面であかねにハグをした為彼女からは警戒心を抱かれており、可楽杯で再会したときはファイティングポーズを取られている。また、前座錬成会にて敗退したあかねに「高座は自分探しをする場所じゃないよ」と苦言を呈する。
母子家庭かつ困窮した幼少期を過ごし、母親が倒れた際に一生に金銭面で助けられたことから一生一門に弟子入りした過去がある。そのため表には見せずとも一生の弟子として、また落語家として高いプライドと野心を持つ。
阿良川 嘉一（あらかわ かいち）
一生の弟子で魁生の弟弟子。第56席時点で入門からわずか２ヶ月目の前座。30代で妻子持ち。眼鏡をかけた小太りの元営業職 。阿良川一門の前座練成会に出場する。
自身の利益よりも客を笑顔にさせることを何より幸福とするサービス精神旺盛な性格。前座選考会では審査員にネタ（『金明竹』）のアレンジに否定的な学問がいることを承知の上で自身のスタイルを貫き通し、その奉仕の精神を買われ高得点を出すなど浅い芸歴ながらも確かな実力を持つ。
営業職時代にたまたま一生の高座を見る機会があり、脱サラして一生門下に入門した。その時のことを「人生を懸けるに足る“商材”に出会ってしまった」と表現している。嘉一という高座名は「"めでたき"こと事を第"一"とす」とする由来で一生より名付けられており、この名に反した振る舞いをすれば破門と言い渡されている。
芸歴（香盤順）ではあかねの方が僅かに先輩ではあるが、年齢差を気にした彼女から敬語や姉さん呼びしないよう指示され、以降はちゃん付けで呼ぶなどタメ口になっている。

#### 志ぐま一門
阿良川 志ぐま / 白波洋輔（あらかわ しぐま/読み仮名不明）
　（柏家禄ゑん→阿良川志ぐま）
声 - 斉藤拓哉
阿良川一門のナンバー2で一生の弟弟子に当たる。志ん太、あかねらの師匠。柏家生禄（後の先代志ぐま）の弟子。"泣きの志ぐま"と呼ばれる人情噺の名手。革新派の阿良川一門では唯一の穏健派で、阿良川と溝を深める落語連盟とをかろうじて繋いでいる。二ツ名は天神町であり、町内の宇坂天満宮では一門とコラボした志喜彩祭が行われる。
一生のした事とはいえ、突如として破門になってしまった志ん太やその家族の朱音たちに負い目を感じており、父親の無念を晴らすため落語家になりたいと懇願する朱音に対して6年間個人的に稽古をつけていた。
志喜彩祭では法被にふんどしの出で立ちで、あかねに芸人の心の有り様を説いた。
長兄弟子にあたる阿良川まいけるの真打昇進試験に際しては、長期間己の持ち味を封じて芸を磨いてきた彼に「どんな結果になろうとも自慢の弟子」と賞賛し、昇進決定後には涙を見せる場面もあった。
あかねの二ツ目昇進決定後に行われた毎年恒例の独演会では、開口一番にあかねを起用した上で自身も十八番の一つに当たる『死神』を演じ、「引き算の美学」を念頭に置いた熟練した技芸を披露した。
その後あかねに先代から受け継いできた「志ぐまの芸」を（自身は大成させられていない事を前提としながら）伝授するも、初回の稽古直後に心筋梗塞で昏倒。検査の結果ステージ2の喉頭がんである事も判明し、落語家としての今後の活動が危ぶまれている。その後、意識は回復したようで、当主および自身を除く阿良川四天王それぞれの預かりになった自分の弟子たちに現場復帰を誓うメールを送っている。
多趣味なようで、落語界の仕組みを説明する際に漫画家やプロ野球の世界で例えるなどした。作者の末永によるとモデルは三遊亭圓楽（5代目）と立川志の輔。
阿良川 ぐりこ（あらかわ ぐりこ）
声 - 鈴木将之
志ぐまの弟子。あかねのすぐ上の兄弟子。身分は二ツ目。あかねの入門時におけるこぐま曰く芸歴は6〜7年。（あかねが志ぐまに入門を直訴した前年の4月入門。）10月11日生まれの前座錬成会時点で24歳。登場当初は芸人仲間からの噂で志ぐまが女子高生とカラオケ店で密会をしていると聞き、探りを入れていた。朱音の入門前は一門の末弟であり、二ツ目ながら朱音の入門時の挨拶の対応など志ぐまの家の雑用は彼が主に行っている。普通自動二輪の免許を所持しており、落語喫茶に朱音を向かわせた際には彼女を乗せて同行した。享二曰く、まだ昇進して日が浅く、朱音の世話役は事実上免除されている。志ん太と接した期間は破門になるまでの僅か5ヶ月であったが、彼が教育係であったこともあり、昇段試験後の志ん太破門の報せを受け、ボイスコミックでは驚きの声を彼に寄せている。
前座選考会におけるあかねの高座を見て、二ツ目であるにもかかわらず、自分の芸は前座のあかねよりも下であると確信し、志喜彩祭後にその心情を兄弟子のまいけるに吐露。以降はまいけるの紹介で上方（大阪府）の喜福亭鶴花に師事し武者修行をしている。
監修の林家けい木等若手落語家からはビジュアルや妹弟子が出来た点から古今亭始がモデルとされていたが、作者の末永が彼の存在を知らなかったために否定されている。
阿良川 享二/享一（あらかわ きょうじ/きょういち）
志ぐまの弟子でぐりこ、あかねの兄弟子。身分は二ツ目。可楽杯時点で芸歴9年目の28歳→前座錬成会時点で29歳。4月20日生まれ。
面倒見が良く、志ん太破門後残った弟子たちをまとめ上げた。生真面目で礼儀作法や基本を重んじる堅物な性格をしており、ぐりこからは「志ぐま一門のお奉行様」と呼ばれている。居酒屋でも専らオレンジジュースを飲み、下戸とされていたが実は酒乱であった。 高座では自身の性格を活かし、笑い話である落語をひたすら愚直に演じることで噺と演者との温度差による笑いを生み出す。
志ぐまの弟子入りを許された朱音の世話役を買って出ている。朱音が自身の仕事に同行した際に『三方一両損』を演じ、兄弟子としての背中を見せた。
柏家三禄からは"享一"と呼ばれており、柏家一門に在籍していたことが示唆されている。坊主頭などモデルは春風亭一之輔。
阿良川 こぐま（あらかわ こぐま）
志ぐまの弟子でぐりこ、あかねの兄弟子。身分は二ツ目。2月17日生まれ。
他の門弟と比べ陰気でネガティブな性格に描かれており対面恐怖症である。高座では着用している眼鏡を外し、髪を上げているため別人である（本人曰く高座モード）。高校生でも通用するほど若く見えるが、実は享二より年上（可楽杯時点で芸歴11年目の29歳→ 前座錬成会時点で30歳）で、なおかつ彼の2年前に入門している兄弟子である。
偏差値70超えの元東大生（中退しての入門）であり、噺に関しても関連する時代背景、風俗、舞台になった場所なども事細かに研究して生かし説得力を持たせる理論派。噺に対する理解が深まれば今より面白く演じられるかもしれない、と貪欲に知識を学ぶ。ぐりこからは「志ぐま一門の寺子屋」と呼ばれている。
一生が審査委員長を務める学生の落語大会「可楽杯」に出場しようとする朱音に散々な評価をしたが、その一方で朱音に自分の演じる噺について深く知ろうとすることの大切さを自身の高座で示した。志ん太の破門以前は良く面倒を見てもらっていた様でその事を恩に感じており、志ん太の敵討ちとばかりに協力している。
一剣企画の次世代の阿良川一門を担う二ツ目四人会に出演をし、自身で掘り起こした噺である『擬宝珠』を披露して学問を驚かせた。
阿良川 まいける（あらかわ まいける）
志ぐまの弟子。身分は二ツ目。
志ん太破門後においての一番弟子。禄郎と肩を並べる二ツ目の筆頭格 。8月20日生まれの前座錬成会時点で32歳。劇団特急列車出身。落語の「一人でやれる所」を気に入り志ぐまに弟子入りを申し出るが、三度断られている。
軟派な性格で志ぐまから朱音の面倒を見るように指示されるも、朱音を恋愛的な意味で落としてしまいそうという理由で断ってしまい、志ぐまから怒りを買っている。志ん太のことはアニキと呼び、「人間にしてもらった」と並々ならぬ恩を感じている。尚、真幸が勤務する美容室の常連であり、彼女のことはアネゴと呼んでいる。あかねの可楽杯優勝が決まった際、祝勝会を師匠が留守の志ぐま邸で主催する。
弟・妹弟子を特殊な呼び方で呼ぶ。
前座選考会への出場を果たしたあかねに『替り目』を教え、その稽古では志ん太の演じ方を完全再現してあかねを驚かせた。また、噺家の仁(芸の骨格)と噺の属性を示す「阿良川まいける式噺六性図」を独自に考案しており、あかねに自身がどんな落語家なのか問いかける。
志喜彩祭では見世物小屋マイケル亭を出す。その後上方へ行くと決意したぐりこを喜福亭鶴花に紹介し、自身も真打昇進に向き合うことを宣言する。
器用であり、傘回し、三味線、長唄もこなす。本来は天才的な技巧派であったが志ん太の破門騒動以後その姿は鳴りをひそめ、8年半もの間、明るく陽気な芸風で活動していた。自分が見せたい芸よりも客が見たい芸を選ぶことを信条としている。唄い調子と呼ばれる、歌うような流麗な語り口をお家芸としている。
真打昇進試験では人情噺である『たちきり』を演じ一生以外の審査員から票を集め、真打昇進を内定させた。

#### 一剣一門
阿良川 一剣（あらかわ いっけん）
阿良川一門のナンバー3。一生の弟子。「享楽の一剣」との異名を持つ一方、「陰陽刑事」を初めとしたドラマや映画に出演する等、俳優としても活躍している。
阿良川四天王の一人であり、名実共に阿良川志ぐまと同等の力を持っていると評される。真打昇進試験や可楽杯では一生と共に審査員を務めた。
常に一定の笑顔を見せながら飄々と振舞う一方で、演じられる落語や人物への評価については冷静かつ中立的な立場を取り続けている。
阿良川 ひかる / 高良木 ひかる（あらかわ ひかる / こうらぎ ひかる）
声 - 高橋李依
可楽杯に出場した役者・声優達の中でも際立った人気と実力を持つ女性声優。
7月18日生まれの20歳（52席/あかね入門1年目6月時点）。学歴は短大卒業。
代表作「エデンスノヴァ」・サルエル役で話題を呼んだが、それは作品が評価されたのであって自分自身への評価ではないと判断し、演者として実力を積み上げるために可楽杯に出場。一生のお墨付きをもらって芸能界でブレイクを狙う出場者は多くいたが、本選に残ったのはひかるだけであった。演目は『芝浜』を演じ、声優としての研鑽を活かした高い演技力を観客達に見せつけた。
大人しそうな印象とは裏腹に、非常に負けん気の強い性格。可楽杯で初めてあかねと出会った際には、周りに落語家が多く成長の機会に恵まれているあかねに対して「バリむかつく」と口にするほど嫉妬する姿を見せた。福岡県出身で、家族と話す時や気が昂った時には訛りが強くなる。二歳年上の兄がおり、兄の男友達とよく遊んでいた経験から勝気な反抗精神が育ったと思われる。
写真集が刊行されるほど容姿が整っているため、当初からしからは「最近の声優は顔もかわいいのか」と思われていた。
可楽杯後、一剣からスカウトを受け声優業と兼業する形で「阿良川ひかる」として活動している。可楽杯であかねに大きな実力差を見せ付けられたことで彼女へさらなる対抗心を燃やしている。
前座錬成会の高座ではうららから教わった『搗屋無間』を演じ、高評価を得た。続く前座選考会では『花見の仇討ち』を演じ、役毎に声色を瞬時に切り替える「八人座頭」で評価を得、93点を獲る。
あかねがフランスに行っている間に二ツ目に昇進した。
阿良川 けん玉（あらかわ けんだま）
江戸橋亭で行われた前座錬成会に出場したあかねと同期の中性的な外見の青年。愛称は「玉（たま）ちゃん」。一剣の弟子であり、彼に関して説明しようとすると上手く言葉が出て来なくなるほど強く尊敬している。ひかるが入門していることについては、錬成会初日に彼女と会うまで知らされていなかった。

#### 全生一門
阿良川 全生（あらかわ ぜんしょう）
阿良川一門（一生及び志ぐまの弟弟子）の落語家。アフロヘアーに色付きのメガネ若しくはサングラスをしている。「喜劇王」の異名を持つ阿良川四天王の一人（入門順においては一剣より上）である。
真打昇進試験では一生、一剣と共に審査員を務めた。
感情の発露が激しく弟子への愚痴や嫌味は当たり前であり、嫌っている人物への嫌悪も隠さない。特に志ぐまとは犬猿の仲とされ、その弟子であるあかねに対しては泰全へ圧力をかけることで二ツ目昇進を妨害し、まいけるの真打昇段試験では開幕前に予定になかった一生へのコメントを求めることで観客を緊張させ空気を冷めさせる等、様々な手段で妨害工作を行う。
上記の通り狡猾ではあるが自身の思いに嘘をつけない性格でもあり、故にその言葉は聞き手に痛烈に刺さる。
まいけるの『たちきり』を見た際は悪態をつきつつも大粒の涙を流し、絞り出すようにまいけるの昇段を認めた。
阿良川 遊全　（あらかわ　ゆうぜん）
全生の弟子。身分は二ツ目。
ドレッドヘアーのような髪型をしている。一剣企画の次世代の阿良川一門を担う二ツ目四人会に出演が決まっている。
ギャグを畳みかけて笑いを取るスタイルで、くすぐりやボケの多彩さが持ち味。
阿良川 ぜんまい　（あらかわ　ぜんまい）
全生の弟子。身分は前座。
インパクトがないからという理由で、全生に前髪の一部分を三つ編みにさせられている。魁生と同期の入門4年目であり、前座選考会に開口一番として出場。『強情灸』を演じる。
選考会後に二ツ目昇進が決まった。

#### 泰全一門
阿良川 泰全（あらかわ たいぜん）
全生の弟子。真打。阿良川四天王の一人で、志ん太や今昔亭ちょう朝とは同期で前座仲間であった。
オールバックで険しい顔つきをしている。志ん太が受験した真打昇進試験の前年、阿良川流でただ一人真打に昇進していたがちょう朝のように売れず、故に志ん太の破門を招いたことに罪悪感を抱く。若手時代より寡黙であったが、自身を責め続けた結果自他共に厳しい「怒髪天」と異名を持つまでになった。
今昔亭朝がお二ツ目披露興行前に全生から圧力をかけられ、あかねに二ツ目昇進の推薦を出さないつもりでいたが、徹の説得やあかねの高座を目の当たりにしたことで推薦を出す。酔うと饒舌になる。
阿良川 泰そん（あらかわ たいそん）
泰全の弟子。前座。
フランスから帰国したあかねの世話をすることになる。

#### その他（師匠不明）
阿良川　一き、生えん、一のくら、一円（あらかわ いっき、しょうえん、いちのくら、いちえん）
四人共に阿良川流の二ツ目の落語家（廃業及び再入門前において）。真打昇進試験を志ん太と共に受験し、審査委員長である一生に破門宣告を受ける。全員が正式に破門となったが、志ぐま曰くこの四名のうち一人又は複数名がその後別の一門に再入門し真打となったとされている。
阿良川　剣びし（あらかわ けんびし）
あかねが進路相談の際に岩先を誘った、らくご喫茶で行われた享ニとの二ツ目二人会に出演した落語家。
前座選考会や阿良川まいける真打昇進試験では司会を務めている。

### 暄風亭
落語連盟に所属する一門。真打は21名（108席時点）
暄風亭 流雲（けんぷうてい りゅううん）
落語連盟の一員。
暄風亭 雲うん（けんぷうてい うんうん）
流雲の弟子。ふくよかな容貌に素直な性格の青年。前座として活動しており、初登場時はクローゼットの中で眠っていた所をあかねに見つかり、その日の立前座を務めていた朝がおに叱られていた。コミックスのおまけ漫画の内容から、料理や食べる事が好きな様子である。
暄風亭 き流　（けんぷうてい　きりゅう）
弥栄亭で魁生が『豊志賀の死』を演じた直後に高座に上がった落語家。羽織の色から身分は真打と思われる。『転失気』を演じたが、魁生の高座を客が引きずってしまいスベってしまう。

### 椿家
落語連盟に所属する一門。真打は30名（108席時点）
椿家 正明（つばきや しょうめい）
落語連盟の副会長。"椿家 正明"は落語界で唯一世襲で守られてきた名跡。
ルールや時間等、「決め事」を徹底的に重んじる堅物かつ合理的な性格。
演目に対し寸分の狂いなく演じることを追求する作品派。その完成度は秒単位のタイムスケジュール通りに観客をウケさせる等、高座のあらゆる物事が正明の台本通りに進むという異常なレベルに達している。
あかねから『死神』の稽古を依頼されるが自身との芸風が真逆であることから「無駄なことに時間は割かない」との決め事を理由に一度は断るも、作品派の芸風で正明を納得させるというあかねの申し出を受け、渋々ながら了承する。
椿家 八正（つばきや はっしょう）
弥栄亭にてあかねが出会った老齢の落語家。真打。マイクと座布団の間隔（80cm）に拘りがある。穏やかな物腰をしており、高座でも会場を包み込むような柔らかい語り口が持ち味。あかねがネタを増やすべく噺を教わろうとするも、今昔庵りゑんとの騒動で仕返しに落語を利用したことに不満を抱いていた八正はあかねに噺を教えるのを拒否する。
その後、禄鳴会でのあかねの活躍を認め『平林』を教える。

### 今昔亭
落語連盟に所属する一門。真打は18名（108席時点）
今昔亭 ちょう朝（こんじゃくてい ちょうちょう）
落語連盟の一員。その中で21人もの先達を抜き去って真打に昇進し、最年少で大看板にまで上り詰めた。
毎回変わった楽屋入りをしており、他の落語家からは苦笑されているが、自然と周りが笑顔になるような雰囲気を作り出している。客だけでなく同業者からも愛されるスター性を持つ。高座の前にサイコロを振り出た目で演目を決めるなど、大の博打好き。
客席の空気を捉える読みの能力と、それを掌握する腕を持ち「天遊博徒」の名で知られる。
八正曰く破門以前の志ん太と仲が良く、前座時代は泰全と3人で「三馬鹿前座」と呼ばれていた。
自身と似た気質のあかねを気に入り、高座の出来次第で二ツ目昇進の推薦を出せないかと泰全に口利きをしている。
今昔亭 朝がお（こんじゃくてい あさがお）
前座→二ツ目の落語家で、弥栄亭で立前座として登場。リーゼント風の髪型をしている。ちょう朝の唯一の弟子。
ぐりこと同期で落語家としてはりゑんよりも先輩であるが、師匠ちょう朝を侮辱されたという理由でりゑんを殴ってしまった過去があり、前座見習いから修行をやり直していた。しかし、遂に念願の二ツ目昇進が決まった。
二ツ目披露興行までの半年間で勉強会を開くよう朝ちょうに言われ、前座仲間であったあかねとからしを誘う。

### 蘭彩歌
蘭彩歌 しゃ楽（らんさいか しゃらく）（三明亭円しゃ→蘭彩歌しゃ楽）
昭和を代表する名人として名を残す落語家。「天朱廓」との異名を持つ廓噺の名手。一方で「師資不承のしゃ楽」とも呼ばれ、一切弟子を取らず芸を他人に教えなかったとされる。
男尊女卑が根強かった当時の落語界で女性落語家に否定的だった人物の一人。しかしうららと出会ったことで彼女に廓噺の才能を見出し、唯一の弟子とした。
蘭彩歌 うらら（らんさいか うらら）
落語連盟の一員。妖艶な雰囲気を持つ年齢不詳の女性落語家。 以前はホステスとして働いていた描写があり、しゃ楽に才能を見出され落語家へ転身したとされる。
名人たるしゃ楽を唸らせた話術とその場の客を男女問わず虜にしてしまう程の妖艶さを持つ。その妖艶さはしばしば麻薬に例えられ、聞き入る客を廓の世界にさらに没入させる。「地獄太夫」との異名を持つ。
りゑんとの騒動で孤立していたあかねに興味を持ち、値踏みとして『お茶汲み』を敢て教え、自身の出演する禄鳴会の開口一番に起用する。女性落語家初の名跡に成り、女に落語は出来ないと蔑んだ者を見返すことを目指している。
常に詰みから逆算して行動する。
紅茶やワインを愛飲している。
明確な時期は不明だが、かつて一生、志ぐま、三禄と4人で親しく交流があったような描写がある。
高座名のモデルは蝶花楼桃花。
蘭彩歌 まゆら（らんさいか まゆら）
うららの弟子である肌黒の女性落語家で階級は二ツ目。日本舞踊藤花流師範。
うららに陶酔しており、また門下に前座がいないためか彼女が使用するティーセットや私服及び着物の替えなどを常に用意して共に楽屋入りしている。

### 三明亭
蘭彩歌と今昔亭の源流。明治より柏家と並び、江戸落語界を牽引してきた一門。真打は36名（108席時点）
六代目三明亭 円相（さんめいてい えんそう）
落語連盟の一員。"破邪顕正"と異名を持つ。
43名もの直弟子を持ち、三明亭の大名跡”止め名”の継承者。落語の型を重視する一門であり、弟子には前座時代は個性を出させず、徹底的に円相の演じ方をたたき込む方針を取っている。
四角形の頭から、からしからは煙突ジジイと言われている。自身はからしのことを蟻ん子と呼ぶ。しかし、弟子の中でからしをよく連れ回している。
三明亭 からし（さんめいてい からし）
声 - 江口拓也
可楽杯2連覇の実績を持つ学生落語の天才。6月18日生まれの23歳。（52席/入門1年目6月時点）最終学歴は四年制大学卒業。自由な発想と軽妙な語り口の落語が特徴の男性。ビジュアルは友保隼平（金属バット）に酷似している。
賢く見えるという動機で大学の落語研究会に入会し練磨家 からし（ねりまや からし）の名で活動。専門用語の多い演目に辟易し、落語は伝統芸能である前に大衆演芸だという信条を掲げ、登場人物や用語を現代風に改変する改作落語を得意とする。
あかねの出場した可楽杯では、『転失気』を大学院生と教授の会話に改変した自作落語『BM』を披露した。
人生の成功に必要な資本は信頼できる自分自身という考えを持ち、自信過剰気味なところがある。可楽杯で優勝するのは自分だと思っていて、あかねのことは寿限無ちゃん(あかねの演じた題目が『寿限無』だったことから)と呼んでいた。
可楽杯であかねに敗れた後、正統派の古典落語で有名な円相一門に弟子入りする。あかねやひかるとは仲間ではなく敵でありたいという理由もあり、阿良川への入門はしなかった。あかねより一足先に落語家として前座デビューしているが、大学時代から披露していた改作落語は前座である理由も含めて円相の方針により封印している。
円相のことを煙突ジジイと呼んでいる。
住村商事の創立百周年を祝う催しでは、円相から高座以外の段取りを全て任され、持ち前の器用さで住村商事の歴史を講談に仕立て上げて演じる。周囲からは簡単に何でもできてしまうと思われることもあるが、講談の台本として使用した社史にはびっしりと書き込みがされているなど、影での努力家。しかし円相からは「講談もどき」と手厳しい評価を下されている。
あかねがフランスに行っている間に二ツ目に昇進した。

### 柏家
200年以上の歴史があり、東京の落語界の伝統と歴史を背負う。真打は54名（108席時点）江戸落語界最大の一門。
当代柏家 三禄（かしわや みろく）
（柏家三ご→柏家三禄）
落語連盟会長で現落語界で唯一の人間国宝。
四代目柏家三禄の弟子であり生禄の弟弟子。落語連盟のトップでありながら、阿良川と溝を深めている現在の落語界に対しては思うところがあるようで、志ぐまには「戻れねぇもんかな。あの頃みてぇにさ」と本心を吐露している。あかねの高座を初めて見た際、彼女に先代志ぐまの面影を感じている。
明確な時期は不明だが、かつて一生、志ぐま、うららと4人で親しく交流があったような描写がある。
柏家 禄郎（かわしや ろくろう）
三禄の弟子。現在最も勢いのある二ツ目で、100人を越える弟子を持つ柏家一門で頭角を現したことから"麒麟児"と称されている。普段は比較的物静かだがあかねに突っかかるりゑんを諫め、孤立しかかっていたあかねを気に掛けるなど良識人。また一方で誰が主催の落語会でもその日一番のウケを狙う武闘派としての一面も持つ。
落語では「音」を重視しており、語り口や登場人物の演じ分けにおいて噺を音として客に聴かせ、緩急を織り交ぜた表現で客を沸かせる。
”志ぐまの芸”について独自に調べており、うららに聞くも話を逸らされた。また、記者の樫尾公久にも調査を頼んでいる。
柏家 白州（かしわや はくしゅう）
二ツ目の落語家。享二と共に二人会を開催しており、正式な弟子入り前だった朱音を楽屋働きとして出入りさせ、急遽開口一番を彼女へ依頼する。その後、可楽杯で大きく注目を集めたあかねに阿良川一生へのヘイトが集中することを危惧していた。
志喜彩祭では、深刻な対人恐怖症に陥っているこぐまに機転を利かせて高座モードを発動させた。
また、こぐまとはスイーツ仲間である。
四代目柏家 三禄（よだいめ　かしわや　みろく）
生禄（後の先代志ぐま）、三ご（後の当代三禄）の師匠であり、柏家の大名跡であり止め名「三禄」の継承者。
伝統や格式を重んじ、ゴロツキだった生そば、禄ゑんに2年以上もの間寄席での開口一番を禁じた。
5年に1度柏家の実力者が集う特別興行「柏宴」にて生禄の三禄襲名を内定させる代わりに生そば、禄ゑんの両名を破門にするよう通告するが、生禄が生そばを開口一番に高座へ上げたため生禄を一門ごと（生そば、禄ゑんと共に）破門にした。
柏家 生禄（かしわや　きろく）
（柏家生禄→5代目阿良川志ぐま）
柏家一門の落語家で階級は真打。
本編では既に故人となっている。当代志ぐまと一生の師匠。未完の演目である志ぐまの芸を現在の志ぐまに託している。
若き日の一生と志ぐまを袋叩きにする極道の組長(戦時中の元部下でラバウルで一緒だった)に対して「俺の顔を立ててほしい」とその場を収め、2人を弥栄亭寄席に誘った。その時に披露した演目「時そば」の高座で観客を感動させており、ただの蕎麦屋の店員に過ぎなかった彼らが彼に弟子入りして落語家になる切っ掛けを作った。
伝統と古典を重んじていた落語の世界において、彼だけは様々な高座を自由に紡ぎ語っていた技量によって客から高い人気を得ており、その鮮烈で型破りな技量は桜咲朱音と共通している。
当時の他の落語家達からも「彼が柏家三禄の名を継げば、落語界は変わるかもしれない」と評価する声が出る程に彼を異端視する者達もいた。しかし弥栄亭で開催される特別興行「柏宴」が開催された日に、師匠である4代目柏家三禄から「柏家一門の大名跡である『柏家三禄』を継ぐ代わりに、（入門前に極道と揉め事を起こした事がある）生そばと禄ゑんの2人を破門しろ」と命じられてしまう。徴兵された自身の無事を願っていた師匠への恩義こそあったが、自分を曲げることを良しとしなかったためにそれを拒否し、独断で生そばを開口一番として初高座に上がらせた。
結果、弟子共々破門されたが、使われなくなっていた名跡である「阿良川志ぐま」の名を受け継ぎ阿良川一門を設立した。その後は弟子達ともに阿良川を発展させ一大派閥にまで育てる事になった。クソアフロこと阿良川全生も彼の弟子の一人である。
亡くなる間際に弟子である一生に対して意味深な言葉を残している。

### その他の落語家
（亭号不明）馬ば（ばば）
大柄な落語家。階級は真打。ぬるめの白湯が好み。禄鳴会以降、あかねに稽古をつけた描写がある。
今昔庵 りゑん（こんじゃくあん りえん）
（今昔庵り朝→今昔庵りゑん）
二ツ目として活動している落語家。二ツ目という立場を利用して目をつけた前座に様々な言いがかりをつけ小言を言う陰湿な性格をしており、朝がおからは「新人潰し」と呼ばれている。また、本来なら朝がおの後輩であるが君付けで呼ぶなど完全に見下している。
弥栄亭であかねに出がらしの茶を出されたと難癖をつけ、立前座である朝がお共々陰湿な嫌味を言うが、それに反発したあかねに寄席の開口一番において『山号寺号』をアレンジした仕返しをされ、自身の高座を潰されてしまった。
あかねがフランスに武者修行期間中に入門した後輩たちにあかねへの悪印象を与える様な印象操作を行い、上述の一件を根に持ち続けるなど陰湿さは変わっていなかったが、あかねが高座で実力を見せつけたことによりあっさりと打ち消されてしまい、小細工を弄する自身の狭量さを突き付けられたことで意気消沈していた。
柏亭 良治（はくてい　りょうじ）
あかねがりゑんとの騒動を起こした次の芝居での弥栄亭での立前座。陰気かつ気弱な性格をしており、たびたび腹痛を起こす。
りゑんやうららから目をつけられるのを恐れており、担当の芝居中にあかねを高座に上げないと宣言したり、前座働きを休ませてうららの会にあかねを着かせるなどしている。

### 榊
榊 龍若（さかき りゅうじゃく）
可楽杯の審査員常連の上方落語家。阿良川一門前座錬成会四人会の審査員も務めた。
好物はラーメン。

### 喜福亭
喜福亭 鶴花（きふくてい つるはな）
まいけるの紹介でぐりこの修行を引き受けた女性落語家。ぐりこに上方落語の太鼓の打ち方を教える。機嫌が良いと飴をくれる。まいけるの真打昇進試験では『たちきり』の演目中に鳴る三味線の演奏者として東京に駆けつけ、ぐりこの応援メッセージが書かれた手拭いを届けた。

### その他の人物
吉乃 紗季（よしの さき）
声 - 町山芹菜
落語喫茶の女主人。6年前、志ん太の落語を見て期待を寄せていた。魁生の会で代演をしたあかねに志ん太の姿を重ねた。
御来屋 守（みくりや まもる）
居酒屋「海」の店長。大柄な体格の男性でオネエ言葉で話す。享二の手引きであかねをバイトとして雇う。客への気遣いを学ぼうとするあかねに様々な目線でのアドバイスをする。また、尾崎に対しては最初警戒心を持っていたが、料理を褒められたことで彼を気に入っている。
岩清水 万智子（いわしみず まちこ）
あかねの担任教師。通称岩先（いわせん）。生徒の進路指導では生徒の夢を応援するよりも進学による堅実的な指導を行っている。かつて芸人を目指す生徒を受け持ち応援していたが、その後その生徒が早々と夢を諦めフリーターになってしまったことから教師としての責任を感じ、上記のような指導を行うようになった。
落語家を目指すあかねに対しても進学を勧めるがあかねの落語を直接見たことで考えを改め、彼女の応援者の一人となった。
尾崎（おざき）
あかねの同級生である男子生徒。あかねからはジャンボと呼ばれている。あかねとは小学生時代からの付き合いで、当時は落語家である志ん太とあかねを小バカにする嫌味な性格だったが、柔道を始めたことで改心し現在ではあかねの良き相談相手となっている。
樫尾　公久（かしお　きみひさ）
月刊落語記者。
可楽杯で優勝したあかねの記事が物凄い反響を呼んだことから、初対面の際には彼女に殴られそうになった。また、可楽杯後の一生とあかねの座談会に於いて、あかねが可楽杯に出場した理由を知ったが、それを記事にするのは直接あかねから聞いた後にした方が良いと思っている。その他にも、阿良川一剣や柏家禄郎ともつながりがある模様。
古味 沙恵（こみ さえ）
月刊落語記者。樫尾の後輩で頬のそばかすが特徴的な女性。記者でありながら落語にあまり精通しておらず、いつも取材に意欲的な樫尾とは対照的にどこか一歩引いた態度である。
可楽杯に出場した高良木ひかるを目にした途端「あのサルエル様役の⁉︎」と大興奮で捲し立てるなど、アニメ好きな一面がある。
円（まどか）
高良木ひかるのマネージャー。四角い縁の眼鏡をかけた男性。よくひかるの言動や機嫌に振り回されている。
当初はひかるの可楽杯出場に否定的で様々な理由を挙げて説得しようとしていたが、演者として挑戦したいというひかるの熱意には逆らえず、深夜まで落語の稽古に励む姿を陰ながら見守っていた。一方内心では、今(可楽杯出場時)の人気は容姿によるところが大きいものの仕事には困らない状況であったため、落語に固執するひかるに疑問を抱いていた。しかし可楽杯決勝で芝浜を演じ切ったひかるを見て、彼女の強みは容姿や演技力でなく、なりふり構わないがむしゃらさであると心から認識を改めた。
斉藤 学問（さいとう がくもん）
演芸界を五十年取材してきた老齢の評論家。江戸落語の基礎を重要視する。
阿良川一門前座選考会の審査員を務めた。落語に対する歴史的観点や自身の価値観から基礎を重視し、演目にアレンジを加える事を嫌うなど保守的な人物。しかしアレンジをふんだんに加えつつも客を笑わせる事に直向きな嘉一に一定の評価を与えるなど柔軟な思考も持ち合わせている。
父親がフランス人で母親が日本人のエミリー（フランス在住）という孫がいる。
エミリー・デュポント
学問の孫であかねのホームステイ先のホストファミリー。あかねのことを「アキャ」と呼び、フランスでの落語会のフランス語字幕を担当している。
水瀬花恵（みなせ　はなえ）
住村商事で働いている女性で、からしとは幼稚舎からの幼なじみ。大学卒業後、からしが数多くの内定を蹴って落語家になったため「軽薄な男」と評価していた。
住村商事100周年の催しで円相の独演会があり、そこでからしと仕事をして以降は、こっそりからしの落語を見に行くなど応援している模様。
キヨエ（きよえ）
蕎麦処『喜久彦』の女将。夫に先立たれた後女手ひとつで店を切り盛りしている。少年時代の一生、志ぐまを雇っていた。

## 作風
オリコンニュースによると、「いきいきとしたキャラクターと臨場感溢れるコマ」が描かれている。
コラムニストの堀井憲一郎によると、本作の「阿良川流」は立川談志がその弟子と作った流派である立川流をモデルとしている。本作では「真打への試験が行われて」おり、あかねの父の阿良川志ん太をはじめ「試験を受けた全員が破門だと言い渡されて」いる場面が「『立川談志による前座全員破門』を連想」させると堀井も話している。ほかにも本作では「阿良川『流』」と呼ばれているが、「いま『流』と付けて呼ばれるのは『立川流』だけである」ことから、モデルとされる。阿良川志ん太が演じた『芝浜』では「芝の浜へ行くシーンをカット」したが、それは「古今亭一門のスタイル」が取り入れられている。堀井によると、作中に登場する阿良川一生は「談志を意識して描いている」ように見えるという。作品としては、「落語の細かい部分には深く触れないで、演者が醸し出す雰囲気を伝えようと」描かれている。
映画監督の庵野秀明によると、落語は「基本は『静』で、表情と言葉だけが『動』」である。本作は「その落語を感情の流れによる物語の構成力と、キャラと背景・吹き出しと擬音による漫画でしか出来ない表現力で、少年ジャンプの王道として面白く描」かれている作品となっている。
また、原作者の末永裕樹は「"スポ根"として書いた」と語っている。

## 評価・反響
- 第1巻の単行本の帯にて尾田栄一郎が本作を「好き」だと推薦のコメントを寄せている[3]。尾田の薦めで本作を読んだという山口も、「面白い」とコメントを寄せた[3]。なお、山口の娘である[2]山口茜も「何気ない親子のシーン」や登場人物について、「とても素敵」だと話している[3]。勝平・茜親子は、今作のボイスコミックにて同じく親子役（勝平が阿良川 志ん太/桜咲 徹、茜が桜咲朱音）を演じている。
- 連載開始と同時に本業の落語家たちからも大きな注目を集め、笑福亭鉄瓶[21]、三遊亭王楽（現、7代目三遊亭円楽 ）[22]、月亭八光[23]らがそれぞれ本作の感想を語っており、極めつけは本作の監修担当のけい木が桂米助のYouTubeチャンネルにて本作で落語監修する経緯を語っている[24]。講談師の神田伯山も、本作が週刊少年ジャンプで連載されると聞いて自身のラジオ番組『問わず語りの神田伯山』でエールを送っている一方で、週刊少年ジャンプの作風の一つである「作品が売れなくなるとバトル漫画に路線変更してしまう」ことを懸念するような発言を残しており、ADからは「早くスタンドを出せばいい、異能力バトルで戦う熊さん八つぁんを」という会話を打ち合わせの最中にしていた事を明かしている[25]。
- 監修のけい木は自らを「#あかね配りおじさん」と称し、出版社からまとめ買いをして周りの落語家や関係者に配布・宣伝をしている。一名だけ渡された先輩の落語家が、「読んだが、ああいうのは立場上漫画とはいえ容認できない」と電話をしてきた[26]。
- 2022年8月の「次にくるマンガ大賞2022」コミックス部門にて第3位を獲得している[27]。
- 2023年1月には、「マンガ大賞2023」にノミネートされている[28]。
- 2023年2月、「全国書店員が選んだおすすめコミック2023」にて第3位を獲得[29]。
- 2023年4月、「第47回講談社漫画賞」の最終候補作品に選出[30]。

## 作中披露された演目
- 大工調べ
- 芝浜
- まんじゅうこわい
- 稽古屋
- 子ほめ
- 三方一両損
- 今戸の狐
- 寿限無
- 転失気
- 山号寺号
- お茶汲み
- 平林
- 豊志賀の死
- 搗屋無間
- 替り目
- 強情灸
- 金明竹
- 花見の仇討ち
- 粗忽の釘
- つる
- 看板のピン
- 擬宝珠
- 狸札
- 反対俥
- 狸賽
- 黄金の大黒
- たちきり
- 初天神
- 死神
- 時そば
- あくび指南

## 聖地
- 堀井憲一郎によると、第1話と第3話に登場する「落語喫茶」は、神保町に実在する「落語カフェ」[4]。落語カフェの「下手の左に『本棚』がある寄席」や椅子が、本作でも描かれている[4]。
- 前座修業編より登場した『弥栄亭』は新宿末廣亭がモデルとなっている[31]。
- 第百三十九席に登場するはなし塚は、本法寺 (台東区)にある。

## 書誌情報
- 末永裕樹（原作）・馬上鷹将（作画）『あかね噺』集英社〈ジャンプ コミックス〉、既刊17巻（2025年6月4日現在）
  1. 「あの日」2022年6月3日発売[3][32]、ISBN 978-4-08-883150-3
  2. 「喜びの先」2022年8月4日発売[33]、ISBN 978-4-08-883193-0
  3. 「寿限り無し」2022年10月4日発売[34]、ISBN 978-4-08-883260-9
  4. 「来ていい場所」2022年12月2日発売[35]、ISBN 978-4-08-883419-1
  5. 「開口一番」2023年3月3日発売[36]、ISBN 978-4-08-883427-6
  6. 「お茶汲み」2023年6月2日発売[37]、ISBN 978-4-08-883492-4
  7. 「前座錬成会」2023年8月4日発売[38]、ISBN 978-4-08-883592-1
  8. 「強すぎる思い」2023年10月4日発売[39]、ISBN 978-4-08-883691-1
  9. 「替り目」2023年12月4日発売[40]、ISBN 978-4-08-883791-8
  10. 「"陽"の芸」2024年3月4日発売[41]、ISBN 978-4-08-883822-9
  11. 「久しぶり」2024年5月2日発売[42]、ISBN 978-4-08-884023-9
  12. 「落語ヴァース」2024年7月4日発売[43]、ISBN 978-4-08-884114-4
  13. 「一番弟子」2024年9月4日発売[44]、ISBN 978-4-08-884165-6
  14. 「歩む道」2024年11月1日発売[45]、ISBN 978-4-08-884284-4
  15. 「ぐちゃぐちゃ」2025年2月4日発売[46]、ISBN 978-4-08-884431-2
  16. 「弟子入り」2025年4月4日発売[47]、ISBN 978-4-08-884449-7
  17. 「二ツ目編 開演」2025年6月4日発売[48]、ISBN 978-4-08-884559-3

## イベント
- 「あかね噺の会」（2023年2月5日、内幸町ホール）[49][50]

連載1周年記念イベント。同年3月3日にはYouTubeのジャンプチャンネルにて当日の模様が公開された。
出演：春風亭一朝、柳亭小痴楽、林家けい木、林家つる子、林家楽一、柳沢きょう、柳家花ごめ、柳家小もん、鏡味仙成
- 「第二回 あかね噺の会」（2024年6月2日、内幸町ホール）[52]

連載2周年記念イベント。
出演：柳家喬太郎、桃月庵白酒、一龍斎貞鏡、古今亭始、林家けい木、江戸家猫八

## コラボPV
単行本11巻の発売に合わせ、シンガーソングライター・和ぬかの楽曲「言霊」とのコラボPVがYoutubeのジャンプチャンネルで公開された。楽曲は、今回のコラボにあたって和ぬかが書き下ろした1曲で、PVには漫画のカットがふんだんに使用されている。

## テレビアニメ
2026年よりテレビ朝日系列『IMAnimation』枠ほかにて放送予定。

### スタッフ
- 原作 - 末永裕樹、馬上鷹将[10]
- 監督 - 渡辺歩[10]
- 副監督 - 播摩優[10]
- キャラクターデザイン・総作画監督 - 田中紀衣[10]
- シリーズ構成 - 土屋理敬[10]
- 音楽 - 井筒昭雄[10]
- 落語監修 - 林家木久彦[10]
- アニメーション制作 - ゼクシズ[10]

### 放送局
| 放送期間 | 放送時間 | 放送局                         | 対象地域 | 備考              |
| -------- | -------- | ------------------------------ | -------- | ----------------- |
| 2026年 - | 未公表   | テレビ朝日系列フルネット全24局 | 日本国内 | 『IMAnimation』枠 |
|          |          | BS朝日                         | 日本全域 | BS放送            |